# Trochosa aquatica
Trochosa aquatica är en spindelart som beskrevs av Tanaka 1985. Trochosa aquatica ingår i släktet Trochosa och familjen vargspindlar. Inga underarter finns listade i Catalogue of Life.